# Meximachilis dampfi
Meximachilis dampfi är en insektsart som beskrevs av Peter Wolfgang Wygodzinsky 1946. Meximachilis dampfi ingår i släktet Meximachilis och familjen klippborstsvansar. Inga underarter finns listade i Catalogue of Life.